# Regadrella komeyamai
Regadrella komeyamai är en svampdjursart som beskrevs av Isao Ijima 1901. Regadrella komeyamai ingår i släktet Regadrella och familjen Euplectellidae.
Artens utbredningsområde är havet kring Japan. Inga underarter finns listade i Catalogue of Life.